# Maksym Adam Kopiec
Maksym Adam Kopiec OFM (* 4. August 1971 in Cieszyn) ist ein polnischer Theologe.

## Leben
Er trat ins Noviziat der Franziskaner am 1. September 1990 ein, legte die erste Profess am 25. August 1991, legte die ewige Profess am 3. Februar 1996 ab und empfing die Priesterweihe am 29. April 1997. Nach seinem Abschluss an der Päpstlichen Theologischen Akademie in Krakau und an der Universität Opole erhielt er am 6. Oktober 2001 das Lizenziat in Fundamentaltheologie an der Päpstlichen Universität Gregoriana, wo er am 27. Januar 2005 promoviert wurde. Vom 1. Oktober 2008 bis zum 14. Januar 2009 schloss er ein Forschungsprojekt an der University of Oxford ab. Als Gastprofessor an der Päpstlichen Universität Antonianum wurde er am 31. Mai 2008 zum Professor aggiunto auf dem Gebiet des Lehrstuhls für Theologie ernannt. Am 24. Oktober 2011 wurde er zum Vizepräsidenten des Höheren Instituts für Religionswissenschaften ernannt. Am 6. Dezember 2011 wurde er zum stellvertretenden Herausgeber der Zeitschrift Antonianum, deren Sekretär er bereits war, ernannt.

## Schriften (Auswahl)
- Il Logos della fede. Tra ragione, rivelazione e linguaggio (= Spicilegium. Antonianum. Band 41). Edizioni Antonianum, Rom 2014, ISBN 978-88-7257-095-1.
- L'evangelizzazione nel recente magistero dei papi. Tra le sfide, il mandato e la carità, Kion Editrice, Rom/Terni 2016, ISBN 978-88-97355-90-8.
- In principio era Dio... Commento pastorale e spirituale alle domeniche e festività Anno "A". Kion Editrice, Terni 2016, ISBN 978-88-99942-00-7.
- Cristianesimo e le religioni. Verso un inclusivismo cristologico-trinitario. Aracne Editrice, Rom 2016, ISBN 978-88-548-9316-0.
- Umanesimi laici e cristianesimo umanistico. La misione profetica, apologetica e dialogica della teologia. Aracne Editrice, Rom 2017, ISBN 978-88-255-0270-1.
- In principio era Dio... Commento pastorale e spirituale alle domeniche e festività Anno "B". Kion Editrice, Terni 2017, ISBN 978-88-99942-11-3.